# Rizzato (Unternehmen)
 Rizzato ist ein italienischer Zweirad- und Motorhersteller aus Padua, das bereits in den 1920er Jahren Fahrradteile herstellte.
Die Firma  wurde 1920 von CSPA und Cesare Rizzato gegründet, der auch später das bekannte Fahrradunternehmen Atala gründete.
Die Herstellung von Mofas und Mopeds begann 1979 und wurde mindestens bis 1998 fortgesetzt. Viele Modelle verwenden Minarelli-Motoren, aber es wurden auch eigene Motoren gebaut. Zu den Rizzato-Motoren gehören die Typen 118, 119 und 122.
Der Hauptabsatzmarkt war Italien. Weitere Modelle wurden um 1978/79 von SMM aus Aix-en-Provence (Frankreich) angeboten, die für den französischen Markt bestimmt waren. Vereinzelt wurden auch Fahrzeuge in den Benelux-Ländern und Deutschland verkauft.
In den Vereinigten Staaten wurden die Fahrzeuge von Promark-Moped aus Norwalk, Ohio, vermarktet.
Zu den bekanntesten Rizzato-Modellen gehören das Rizzato Atala Master 3LF 50cc und das Rizzato Atala 3LD 50.
Weitere Modelle waren:
- Rizzato Daytona Sportmoped mit 50-cm³-Minarelli-Motor und Doppelsitzbank.
- Rizzato Satan mit 50 cm³ Minarelli-Motor im Trail-Stil mit Beleuchtung und Pedalen, Doppelsitz und hohen Lenker.
- Rizzato 3Zum mit 49,9 cm³ Minarelli-Motor mit 2 Gängen im Moped-Design mit Kunststoffverkleidung, der den Motor umschließt.
- Rizzato Califfo de luxe mit 49,9 cm³ Rizzato-Motor (Typ 119) und Eingangautomatik oder Dreigangschaltung.
- Rizzato Ringo mit  49,9 cm³ Rizzato-Motor (Typ 118) und Dreigangschaltung.